# Mandela – Vägen till frihet
Mandela – Vägen till frihet (originaltitel: Mandela: Long Walk to Freedom), är en brittisk-sydafrikansk biografisk film från 2013, i regi av Justin Chadwick med Idris Elba i huvudrollen som Nelson Mandela.

## Rollista (i urval)
- Idris Elba – Nelson Mandela
- Naomie Harris – Winnie Mandela
- Tony Kgoroge – Walter Sisulu
- Riaad Moosa – Ahmed Kathrada
- Zolani Mkiva – Raymond Mhlaba
- Simo Mogwaza – Andrew Mlangeni
- Fana Mokoena – Govan Mbeki
- Thapelo Mokoena – Elias Motsoaledi
- Jamie Bartlett – James Gregory
- Deon Lotz – Kobie Coetzee
- Terry Pheto – Evelyn Ntoko Mase